# Wahlen zum Generalrat in Niger 1946/1947
Die Wahlen zum Generalrat in Niger 1946/1947 fanden am 15. Dezember 1946 und am 5. Januar 1947 statt.

## Hintergrund
Die französische Kolonie Niger wurde 1946 in ein Überseegebiet innerhalb der Französischen Union umgewandelt. Nach dem Vorbild der französischen Départements erhielt Niger per Dekret vom 25. Oktober 1946 einen Generalrat, dessen Mitglieder gewählt werden sollten. Es handelte sich um das erste eigene Parlament Nigers. Wahlberechtigt waren nur französische Staatsbürger, die in zwei Kollegien eingeteilt wurden. Das erste Kollegium bestand aus den citoyens de statut civil de droit, bei denen es sich de facto um Staatsbürger aus Metropolitan-Frankreich handelte. Diese konnten zehn Räte in den Generalrat wählen. Die übrigen französischen Unionsbürger in Niger, die citoyens de statut local, bildeten das zweite Kollegium. Sie konnten zwanzig Räte in den Generalrat wählen. Als Gouverneur Nigers war während der Wahlen Jean Toby im Amt.

## Ablauf
Die dreißig Räte des Generalrats wurden mittels Persönlichkeitswahl gewählt. Die politischen Parteien Nigers waren erst im Entstehen begriffen – die Nigrische Fortschrittspartei (PPN-RDA) wurde offiziell am 12. Mai 1946 gegründet – und spielten bei dieser Wahl noch keine Rolle. Es gab zwei Wahldurchgänge: am 15. Dezember 1946 und am 5. Januar 1947.

## Folgen
Die Mitglieder des Generalrats wählten am 13. Januar 1947 Djermakoye Moumouni Aouta zum Parlamentspräsidenten. Am 6. Februar 1952 wurde der Generalrat durch ein Gesetz in die Territorialversammlung umwandelt, dessen Mitglieder bei den Wahlen zur Territorialversammlung am 30. März 1952 neu gewählt wurden.